# Графт-Де Рейп
Графт-Де Рейп (нидерл. Graft-De Rijp) — бывшая община в провинции Северная Голландия, Нидерланды.

## История
Община была создана в 1970 году путём объединения общин Графт и Де Рейп. 1 января 2015 года её территория вместе с территорией общины Схермер вошла в состав общины Алкмар.

## Состав общины
В общину Графт-Де Рейп входили сёла Графт, Де Рейп, Маркенбиннен, Нордейнде, Ост-Графтдек, Вест-Графтдек, Стаммер и хутор Когерполдер.